# Nzega Ndogo
Nzega Ndogo è una circoscrizione rurale (rural ward) della Tanzania situata nel distretto urbano di Nzega, regione di Tabora. Conta una popolazione di 8 726 abitanti (censimento 2012).